# منتخب صربيا للكريكت
منتخب صربيا للكريكت هو ممثل صربيا الرسمي في المنافسات الدولية في الكريكت
.